# Zwitserland op de Olympische Zomerspelen 1908
Zwitserland nam met slechts één atleet deel aan de Olympische Zomerspelen 1908 in Londen, Engeland.

## Resultaten per onderdeel

### Atletiek
Julius Wagner was de enige Zwitserse atleet. Hij kwam uit in het kogelslingeren maar zijn resultaten zijn niet bekend.
| Atleet        | Onderdeel             | Plaats | Afstand  |
| ------------- | --------------------- | ------ | -------- |
| Julius Wagner | Mannen kogelslingeren | 10-19  | onbekend |

Argentinië · Australazië · België · Bohemen · Canada · Denemarken · Duitsland · Finland · Frankrijk · Griekenland · Groot-Brittannië · Hongarije · Italië · Nederland · Noorwegen · Oostenrijk · Rusland · Turkije · Verenigde Staten · Zuid-Afrika · Zweden · Zwitserland